# Alfred Wertheimer
Alfred Wertheimer (Coburgo, 16 de noviembre de 1929-Nueva York, 19 de octubre de 2014) fue un fotógrafo estadounidense. Se le recuerda principalmente por sus retratos de Elvis Presley de la década de 1950, que se exhibieron en la National Portrait Gallery de Londres y en el Salón de la Fama del Rock and Roll .

## Carrera
Nació en la República de Weimar, pero se mudó con su familia a los Estados Unidos en 1936 para escapar del régimen nazi. La familia se instaló en Brooklyn, Nueva York, donde él asistió a la Haaren High School. Estudió dibujo en la Escuela de Arte de Cooper Union, obteniendo una licenciatura en diseño publicitario. Desarrolló sus habilidades como fotógrafo en esta época, tomando fotografías para el periódico de la escuela con una cámara que le regaló su hermano mayor. Cuando fue reclutado por el Ejército de los EE. UU. en 1952, fotografió su experiencia de entrenamiento en Fort Dix, Nueva Jersey. Después de una baja honorable, regresó a Nueva York y trabajó con el fotógrafo de moda Tom Palumbo durante un año. Al convertirse en profesional independiente, comenzó a aceptar trabajos en el departamento de publicidad de RCA Victor, fotografiando a los artistas discográficos Perry Como y Julius La Rosa.
En marzo de 1956, la publicista de la RCA  Anne Fulchino lo contrató para fotografiar la cuarta aparición de Elvis Presley en el programa de variedades de Tommy y Jimmy Dorsey Stage Show. Nunca había oído hablar de Presley, pero admiraba la confianza del cantante frente a la cámara, considerándolo «el sujeto perfecto». Capturó las actividades rutinarias de Presley, incluyendo afeitarse y peinarse el cabello, e hizo uso de la luz disponible. Cuando Presley regresó a Nueva York unos meses más tarde, fue contratado nuevamente para fotografiarlo, capturando un concierto el 30 de junio en Richmond (California), una aparición el 1 de julio cantando «Hound Dog» en The Steve Allen Show y la sesión de grabación del 2 de julio para «Hound Dog» y «Don't Be Cruel». Una de sus fotografías más famosas fue tomada detrás del escenario el 30 de junio; titulada El beso, muestra a Presley abrazando a una fan rubia, posteriormente identificada como Barbara Gray. Una vez finalizada oficialmente la tarea, siguió a Presley a Memphis, Tennessee, para fotografiarlo con su familia. Fotografió a Presley una última vez en septiembre de 1958, cuando el cantante se incorporó al ejército de los Estados Unidos. En 2010, le dijo a Smithsonian: «todas las imágenes que tomé son realmente del auténtico Elvis, que estaba dirigiendo su propia vida».

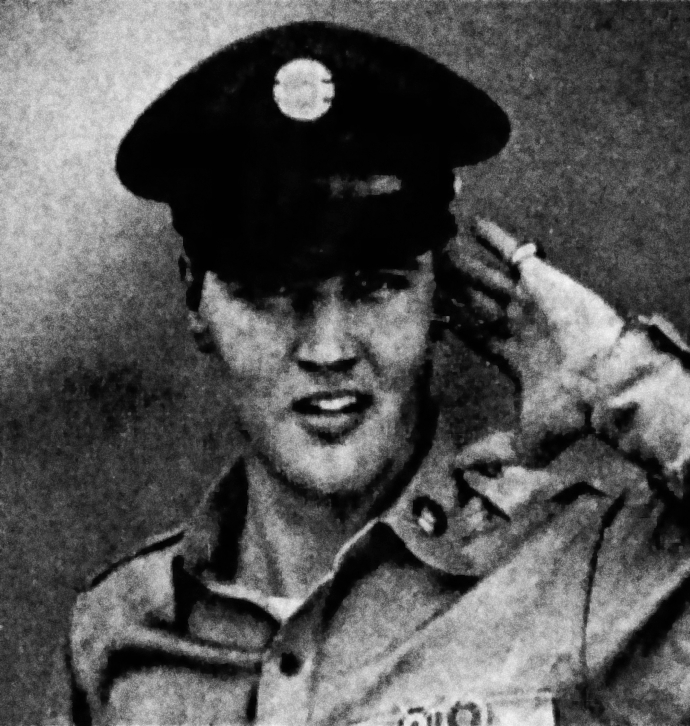
Elvis Presley fotografiado por Wertheimer en la base militar de Brooklyn, septiembre de 1958.

Posteriormente, fotografió a otros artistas musicales, entre ellos Lena Horne y Nina Simone. En los años 60 se dedicó al fotoperiodismo y al género documental. Cubrió la campaña presidencial de John F. Kennedy de 1960 y fue uno de los cinco camarógrafos principales de Woodstock en 1969. Comenzó a recibir consultas sobre sus fotos de Presley de publicaciones como Newsweek y Rolling Stone inmediatamente después de la muerte del cantante en 1977. Llegó a un acuerdo con Time, que le pagó 3000 dólares por los derechos exclusivos de su trabajo sobre Elvis, pero sólo publicó una imagen, de Elvis cantándole al perro en The Steve Allen Show. Después de recuperar los 3800 negativos de su sótano en Nueva York, armó Elvis '56, un fotolibro de bolsillo publicado por Collier Books en 1979. El libro fue elogiado por Robert Hilburn de Los Angeles Times, quien comentó: «Los fanáticos de Presley deberían abrazar a Elvis '56 de la misma manera que se aferran a The Sun Sessions». En 2013, Taschen publicó Elvis and the Birth of Rock and Roll, otro libro de fotografías de Presley realizadas por Wertheimer.
Las fotografías de Presley tomadas por Wertheimer se distribuyen ampliamente, ya que están licenciadas por Elvis Presley Enterprises. En 1983, El beso se utilizó en el cartel de la obra de teatro Fool for Love de Sam Shepard. La fotografía de Wertheimer de Presley sentado al piano en una habitación vacía, preparándose para ensayar para The Steve Allen Show, se utilizó en la portada de la biografía de Peter Guralnick Last Train to Memphis: The Rise of Elvis Presley (1994). En 2017, Quarto publicó un fotolibro en colaboración entre Wertheimer y Guralnick, Elvis: A King in the Making.
En 1995, su trabajo llamó la atención de George Murray, director de la Galería Govinda en Georgetown, Washington D. C.. Murray creía que las fotografías eran «las imágenes más importantes y convincentes jamás tomadas» de Presley. Las fotografías fueron el foco de una serie de pequeñas exposiciones en el Govinda; también formaron parte de la exposición Elvis is in the Building del Salón de la Fama del Rock and Roll, que se realizó entre 1998 y 1999. En 2010, el Instituto Smithsonian patrocinó una exposición compuesta íntegramente por su obra, Elvis at 21. La colección estuvo de gira por lugares como el Grammy Museum y la National Portrait Gallery de Londres hasta 2016.
Falleció a los 84 años el 19 de octubre de 2014. En homenaje a su vida, Priscilla Presley declaró a Associated Press: «Elvis nunca se había atrevido a acercarse tanto a su vida a través de fotos como lo hizo con Alfred».